# کلاغ زنگی سیاه
کلاغ زنگی سیاه یا زاغ سیاه (نام علمی: Strepera fuliginosa) نام یک گونه از سرده کلاغ زنگی است.